# Auto-Tune
Auto-Tune es un software procesador de audio lanzado el 19 de septiembre de 1997 por la empresa estadounidense Antares Audio Technologies. Utiliza un dispositivo patentado para medir y corregir la afinación en la música. Opera bajo principios diferentes al vocoder o talk box y produce resultados distintos.
Originalmente, Auto-Tune fue diseñado para disimular o corregir desafinaciones, permitiendo que las pistas vocales estuvieran perfectamente afinadas. La canción de Cher de 1998, «Believe», popularizó la técnica de usar Auto-Tune para distorsionar las voces. Desde entonces, ha sido utilizado por muchos artistas de diferentes géneros, incluidos Daft Punk, Radiohead, T-Pain y Kanye West. En 2018, el crítico musical Simon Reynolds observó que Auto-Tune había «revolucionado la música popular», describiendo su uso para efectos como «la moda que simplemente no desaparecía. Su uso está ahora más arraigado que nunca».

## Función

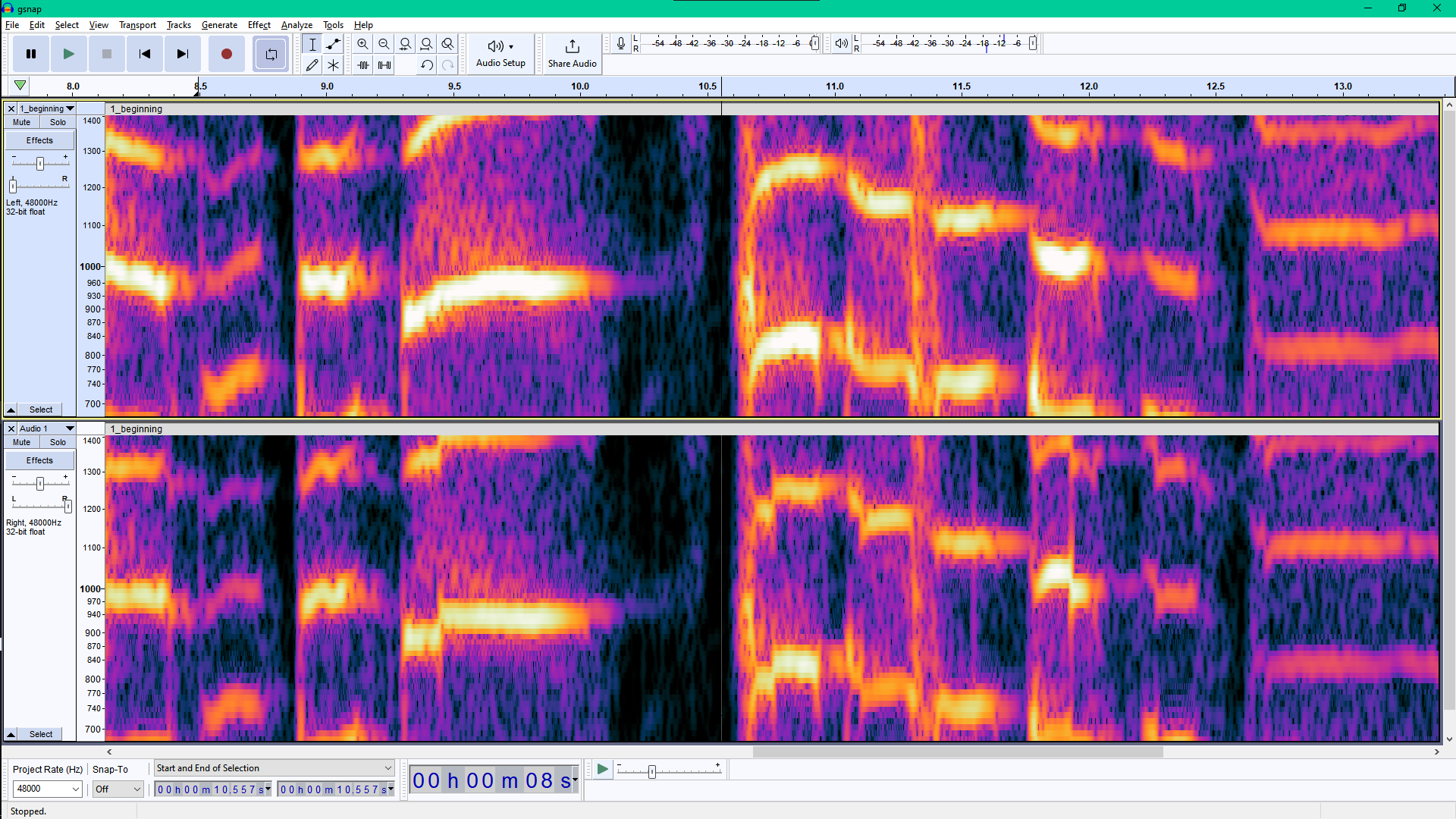
Captura de pantalla de Audacity que muestra los espectrogramas de un clip de audio con portamento (panel superior) y el mismo clip después de aplicar la corrección de tono mostrando las frecuencias fijadas a valores discretos (panel inferior).

Auto-Tune está disponible como un complemento para estaciones de trabajo de audio digital en entornos de estudio, así como en una unidad independiente montada en rack para procesamientos en presentaciones en vivo. El procesador ajusta ligeramente las afinaciones al semitono correcto más cercano (al tono exacto de la nota más cercana en la afinación temperada tradicional). Auto-Tune también puede ser utilizado como un efecto para distorsionar la voz humana cuando la afinación se eleva o se baja significativamente, de modo que la voz salta de una nota a otra de forma escalonada, como un sintetizador.
Auto-Tune se ha convertido en un equipo estándar en los estudios de grabación profesionales. Instrumentos como la guitarra Peavey AT-200 utilizan la tecnología Auto-Tune de manera integrada para la corrección de afinación en tiempo real.

## Desarrollo

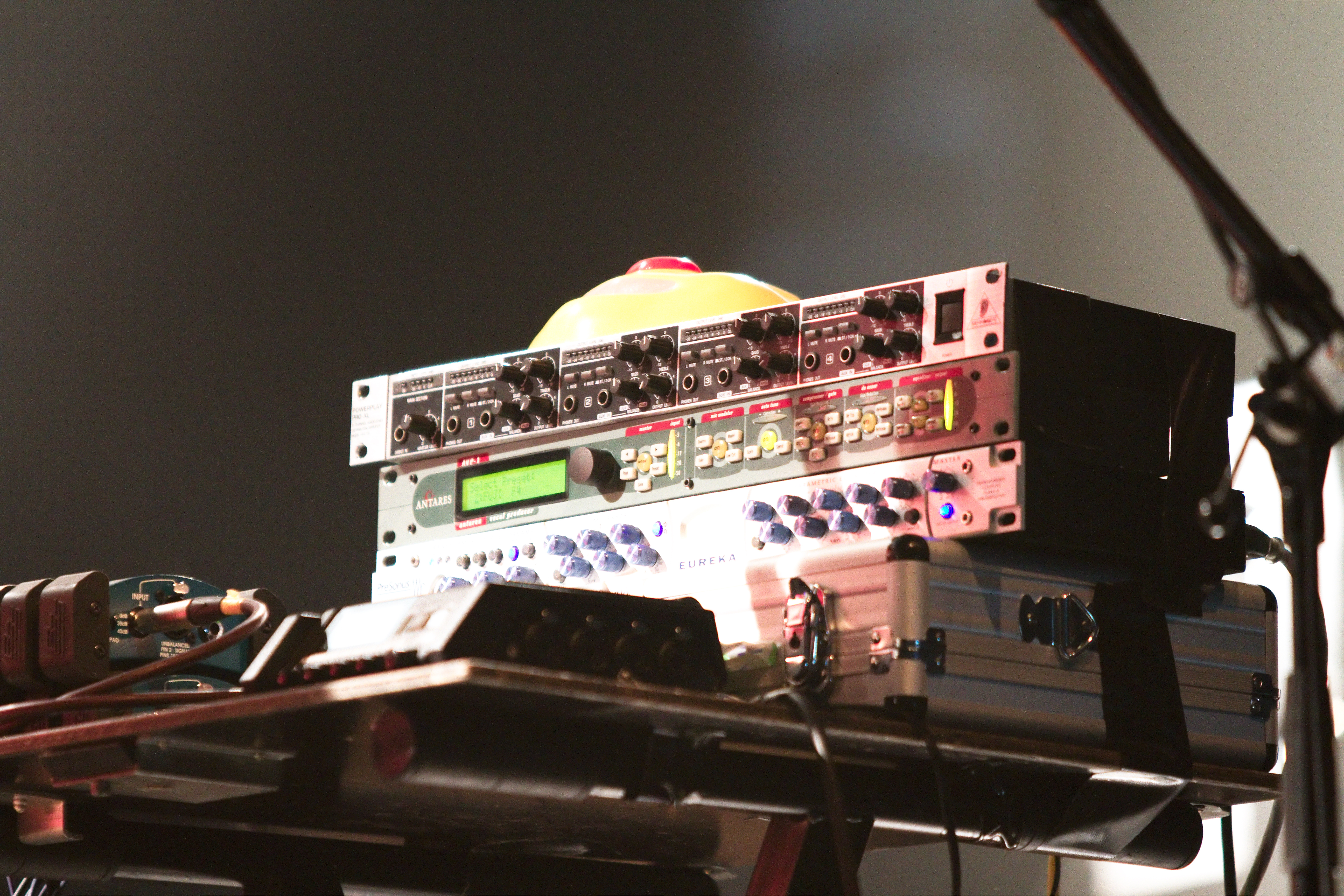
Procesador vocal Antares AVP-1.

Auto-Tune fue desarrollado por Andy Hildebrand, un ingeniero de investigación con doctorado especializado en teoría de estimación estocástica y procesamiento digital de señales. Concibió la tecnología de corrección de afinación vocal por sugerencia de la esposa de un colega, quien bromeó diciendo que le vendría bien un dispositivo que le ayudara a cantar afinado.
Durante varios meses a principios de 1996, Hildebrand implementó el algoritmo en una computadora Macintosh personalizada. Presentó el resultado en el NAMM Show ese mismo año, donde se volvió instantáneamente popular. El método de Hildebrand para detectar la afinación implicaba el uso de autocorrelación, lo cual resultó superior a otros intentos basados en la extracción de características, que tenían problemas para procesar elementos como diptongos, lo que generaba artefactos sonoros. Los ingenieros de sonido anteriormente consideraban la autocorrelación poco práctica debido al enorme esfuerzo computacional requerido. Hildebrand encontró un método matemático para superar este obstáculo, «una simplificación [que] cambió un millón de operaciones de multiplicación y suma en solo cuatro».
Según la patente de Auto-Tune, el detalle de implementación consiste, al procesar nuevas muestras, en reutilizar el valor de autocorrelación anterior y añadir el producto de la nueva muestra con la muestra más antigua correspondiente a un valor de retardo, mientras se resta el producto de autocorrelación de la muestra que sale de la ventana.
Originalmente, Auto-Tune fue diseñado para corregir discretamente imprecisiones de afinación y hacer la música más expresiva, con la patente original afirmando: «Cuando las voces o instrumentos están desafinados, se pierden las cualidades emocionales de la interpretación». Auto-Tune fue lanzado en septiembre de 1997.

## Utilización
La canción «Funny Little Man» de Aphex Twin, del EP Come To Daddy de 1997, fue una de las primeras en usar Auto-Tune, lanzada menos de un mes después de Auto-Tune. Auto-Tune se popularizó con la canción de Cher de 1998, «Believe». Aunque Auto-Tune fue diseñado para usarse de manera sutil para corregir interpretaciones vocales, los productores de «Believe» utilizaron configuraciones extremas para crear correcciones rápidas e inusuales en la voz de Cher, eliminando el portamento, el deslizamiento natural entre tonos al cantar. Aunque Auto-Tune llevaba disponible comercialmente alrededor de un año, según Pitchfork, «Believe» fue la primera canción «en la que el efecto se hacía notar a sí mismo... anunciando su propia artificación tecnológica». En un intento de proteger su método, los productores inicialmente afirmaron que el efecto se había logrado con un vocoder. El efecto fue ampliamente imitado y se conoció como el «efecto Cher».
Según Pitchfork, la canción de 1999 «Too Much of Heaven» del grupo italiano de europop Eiffel 65 presenta «el primer ejemplo de rapear a través de Auto-Tune». Gabry Ponte, miembro de Eiffel 65, dijo que se inspiraron en «Believe» de Cher. La banda de rock inglesa Radiohead usó Auto-Tune en su álbum de 2001, Amnesiac, para crear un sonido «nasal y despersonalizado» y para procesar el habla en melodía. Según el cantante de Radiohead, Thom Yorke, Auto-Tune «intenta desesperadamente buscar la música en tu habla y produce notas al azar. Si le asignas una tonalidad, tienes música».
Más tarde, en los 2000, T-Pain utilizó Auto-Tune extensivamente, popularizando aún más el uso del efecto. Citó al productor de new jack swing Teddy Riley y al artista de funk Roger Troutman, quienes usaron el talk box, como sus inspiraciones. T-Pain se asoció tanto con Auto-Tune que tuvo una aplicación de iPhone nombrada en su honor que simulaba el efecto, «I Am T-Pain». Posteriormente apodado como el «efecto T-Pain», el uso de Auto-Tune se convirtió en un elemento clave en la música de finales de los 2000, siendo utilizado en trabajos de otros artistas de hip hop/R&B, como el sencillo «Sexual Eruption» de Snoop Dogg, «Lollipop» de Lil Wayne y el álbum 808s & Heartbreak de Kanye West. En 2009, el éxito número uno de Black Eyed Peas, «Boom Boom Pow», hizo un uso intensivo de Auto-Tune en sus voces para crear un sonido futurista. El uso de Auto-Tune en el hip hop resurgió a mediados de la década de 2010, especialmente en la música trap, utilizado por artistas como Future, Playboi Carti, Travis Scott y Lil Uzi Vert.
El efecto también se ha vuelto popular en la música raï y otros géneros del norte de África. Según el Boston Herald, los cantantes de música country Faith Hill, Shania Twain y Tim McGraw usan Auto-Tune en sus presentaciones, considerándolo una red de seguridad que garantiza una buena interpretación. Sin embargo, otros cantantes de country, como Allison Moorer, Garth Brooks, Big & Rich, Trisha Yearwood, Vince Gill y Martina McBride, han rechazado el uso del software.

En españa el primer uso registrado de autotune es con en el grupo Mallorquín de dancehall Raggaflá en 2002 y su canción «Estilo Buyate» de su álbum El Sistema. En 2006 el fenomeno paródico de Toni A. Martínez asi como Nena Daconte en su tema «No Sé Cómo Decirte» de álbum debut He Perdido Los Zapatos destacan por su uso del autotune y cabe destacar por su reconocimiento el uso dado por Flavio Rodriguez en su featuring con Spanish Fly «Nosotros Lo Tenemos» perteneciente al álbum de Spanish Fly Atypikkal Spanish de 2007

## Repercusión

### Negativa
En la 51.ª edición de los Premios Grammy, a principios de 2009, la banda Death Cab for Cutie apareció llevando lazos azules en protesta contra el uso de Auto-Tune en la industria musical. En la primavera de ese mismo año, Jay-Z lanzó el sencillo «D.O.A. (Death of Auto-Tune)» en su álbum The Blueprint 3. Jay-Z explicó que escribió la canción porque creía que demasiadas personas se habían sumado al uso de Auto-Tune y que la tendencia se había convertido en un truco. Christina Aguilera también protestó al aparecer públicamente el 10 de agosto de 2009 en Los Ángeles, llevando una camiseta con la frase «Auto Tune is for Pussies» («el Auto-Tune es para cobardes»). Sin embargo, en una entrevista posterior con Sirius, Aguilera aclaró que Auto-Tune no era negativo si se usaba de manera creativa, señalando que lo empleó en sus canciones «Bionic» y «Elastic Love», de su álbum Bionic (2010).
Los críticos del plug-in argumentan que Auto-Tune tiene un impacto negativo en la percepción y el consumo de la música. En 2004, el crítico musical del Daily Telegraph, Neil McCormick, describió Auto-Tune como un «invento siniestro que había añadido brillo a las letras pop desde los años 1990», tomando una nota mal cantada y colocándola «en el centro de donde debería haber estado». En 2009, Time citó a un ingeniero de sonido anónimo que había trabajado con un cantante ganador del Grammy, quien comentó: «Digamos solo que he utilizado Auto-Tune para arreglar voces desde Britney Spears hasta álbumes de Bollywood». En el mismo artículo, el técnico expresó su esperanza de que el «fetiche del pop por la afinación perfecta» desapareciera, señalando que las canciones pop se estaban volviendo difíciles de distinguir debido a la uniformidad en la afinación. Según Tom Lord-Alge, Auto-Tune se usa en prácticamente todas las grabaciones modernas.
En 2010, el programa británico The X Factor admitió haber utilizado Auto-Tune para mejorar las voces de los concursantes. Simon Cowell, uno de los jueces del programa, lo prohibió en ediciones futuras. Ese mismo año, Time incluyó a Auto-Tune en su lista de «Los 50 peores inventos».
Usado por artistas como Snoop Dogg, Lil Wayne, Britney Spears, Madonna y Cher, Auto-Tune ha sido considerado un indicativo de la incapacidad de algunos artistas para cantar afinados. Trey Parker, al usar Auto-Tune en la canción de South Park, «Gay Fish», descubrió que para que el efecto funcionara, «tienes que cantar mal para que suene como suena. Si lo usas correctamente, no hace nada a tu voz». La artista de electropop Kesha ha sido conocida por su uso excesivo de Auto-Tune, lo que ha generado dudas sobre su talento vocal. El productor musical Rick Rubin comentó: «Si escuchas pop hoy en día, prácticamente todo está perfectamente afinado, en tempo y tono. Así de extendido está Auto-Tune». Josh Tyrangiel, de Time, lo describió como «el Photoshop para la voz humana».
El cantante de big band Michael Bublé criticó Auto-Tune por hacer que todo el mundo suene igual, «como robots», aunque admitió usarlo al grabar música pop. Ellie Goulding y Ed Sheeran se unieron a la campaña «Live Means Live», lanzada por el compositor David Mindel, que promueve la honestidad en los shows en vivo. Cuando una banda exhibe el logo de esta campaña, garantiza que «no hay Auto-Tune ni nada que no sea 100% en vivo» en sus actuaciones, y que no se utilizan coros pregrabados.

### Positiva
A pesar de su mala reputación, algunos críticos han argumentado que Auto-Tune abre nuevas posibilidades en la música pop, especialmente en el hip hop y el R&B. En lugar de utilizarlo como una ayuda para corregir voces desafinadas —su propósito original—, algunos músicos emplean esta tecnología para aumentar su expresión artística. Cuando se le preguntó al dúo francés de house Daft Punk sobre su uso de Auto-Tune en su sencillo «One More Time», Thomas Bangalter respondió: «Mucha gente se queja porque los músicos utilizan Auto-Tune. Esto me recuerda a los años 1970, cuando los músicos en Francia intentaron prohibir el sintetizador... Lo que no entendían es que se pueden utilizar estas herramientas de una forma innovadora, en lugar de solo reemplazar los instrumentos tradicionales».
Aunque Auto-Tune es utilizado por una gran variedad de artistas, Regina Bradley sostiene que puede ser especialmente útil para que los artistas negros tengan mayor control sobre el sonido de su voz y puedan ajustarlo para que se adecue al ambiente de la canción. Esto es evidente en los trabajos de Kanye West y T-Pain.
T-Pain, el cantante de R&B y rapero que introdujo el uso de Auto-Tune como un efecto vocal en la música pop con su álbum Rappa Ternt Sanga en 2005, declaró: «Mi padre siempre me dijo que la voz de cualquier persona es solo otro instrumento que se añade a la música. Hubo un tiempo en el que la gente hacía canciones de siete minutos y cinco de ellos eran solo instrumental... Tengo muchas influencias [de la década de los 60] y pensé que podía transformar mi voz en un saxofón». Siguiendo el ejemplo de T-Pain, Lil Wayne experimentó con Auto-Tune en sus álbumes Tha Carter II y Tha Carter III. Al mismo tiempo, Wayne lidiaba con una fuerte adicción al purple drank, lo que llevó a algunos críticos a ver su uso de Auto-Tune como una «expresión musical de la soledad y la depresión del artista». Mark Anthony Neal escribió que la voz de Wayne es «única» y que sus variados matices «sugieren algún tipo de trauma». Kevin Driscoll cuestionó: «¿No es Auto-Tune el pedal wah del pop negro actual? Antes de transformarse en T-Wayne en “Lollipop”, la presencia de Wayne en el pop estaba limitada a colaboraciones como invitado y freestyles no autorizados».
El álbum de Kanye West 808s & Heartbreak fue generalmente bien recibido por la crítica, y utilizó Auto-Tune para expresar un alma fragmentada tras la muerte de su madre. Descrito como un álbum de ruptura, la crítica musical de Rolling Stone, Jody Rosen, comentó: «Kanye no puede cantar en el sentido clásico, pero no lo está intentando. T-Pain enseñó al mundo que Auto-Tune no solo cambia la afinación de las notas: es un elemento que mejora la expresividad de las voces, elevando el pathos... Las voces digitalizadas de Kanye son el sonido de un hombre aturdido por el dolor, convirtiéndose en menos que un humano».